# Das Blaue vom Himmel (film 2011)
Das Blaue vom Himmel è un film del 2011 diretto da Hans Steinbichler.

## Produzione
Il film fu prodotto da die Film GmbH in co-produzione con Sam Film e la partecipazione di Westdeutscher Rundfunk (WDR).

## Distribuzione
Distribuito dalla NFP Marketing & Distribution, uscì nelle sale cinematografiche tedesche il 3 marzo 2011.